# Chelonus rufiscapus
Chelonus rufiscapus är en stekelart som beskrevs av Léon Abel Provancher 1886. Chelonus rufiscapus ingår i släktet Chelonus och familjen bracksteklar. Inga underarter finns listade i Catalogue of Life.